# Stenaspidius ruficornis
Stenaspidius ruficornis is een keversoort uit de familie cognackevers (Bolboceratidae). De wetenschappelijke naam van de soort werd in 1906 gepubliceerd door Antoine Boucomont.